# Cornón

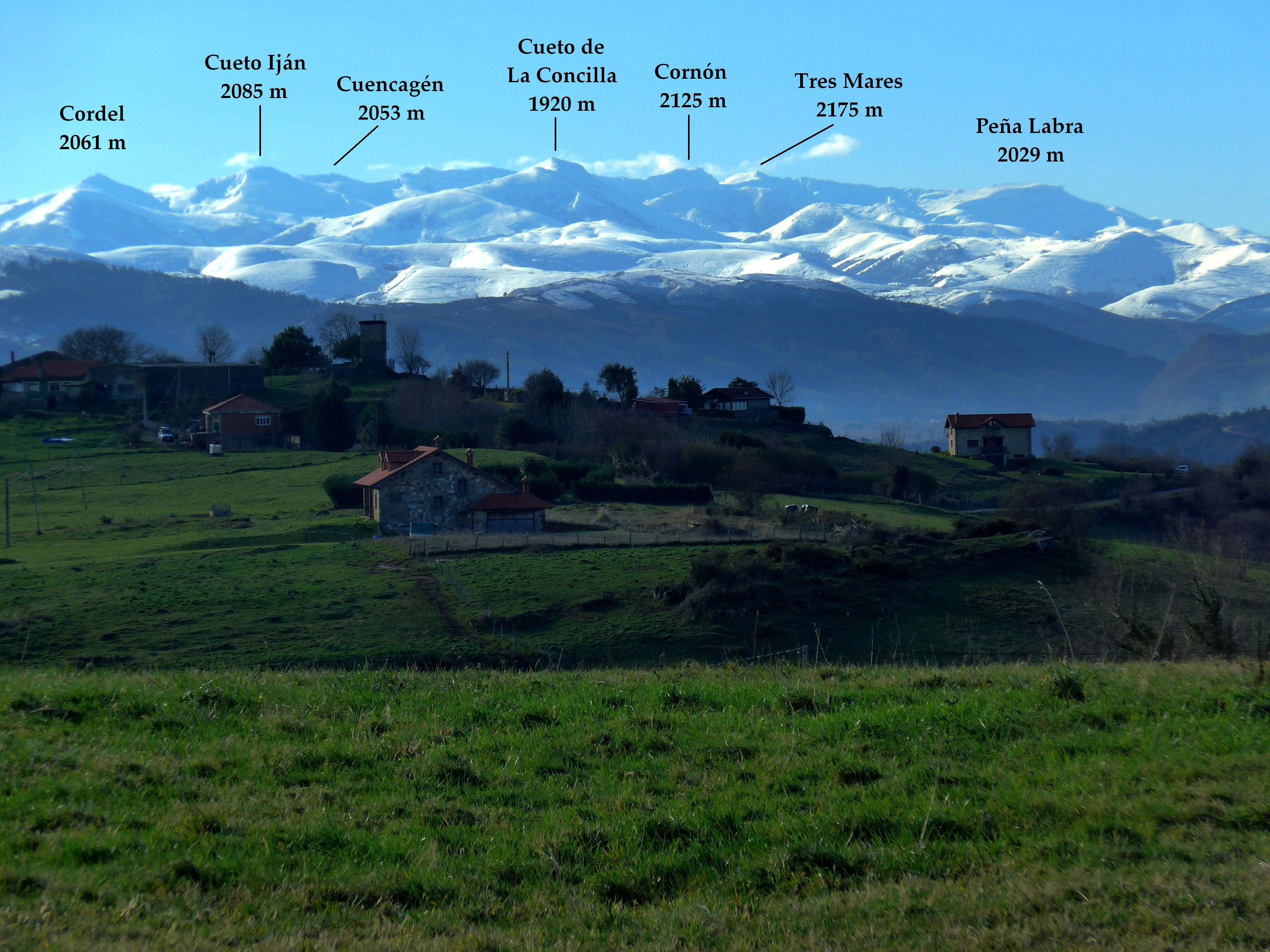
El Cornón visto junto a otras cumbres desde Alfoz de Lloredo (Cantabria)

El Cornón es la cumbre más elevada de la sierra del Cordel, con una altitud de 2125 metros sobre el nivel del mar. Se encuentra situado entre los municipios de Polaciones y la Hermandad de Campoo de Suso en Cantabria (España).
Es la cima más oriental del sistema del Cordel. Por el O desciende hasta el Collado de la Fuente del Chivo, que hace de vértice entre el ángulo formado la mencionada sierra y la de Híjar.
Su vertiente norte se extiende en forma de contrafuerte hasta el cueto Midiajo, sobre la localidad de Uznayo, en el valle del río Nansa.
Su vertiente sur cierra por el norte el Circo de Tres Mares, donde se ubica la estación invernal de Alto Campoo. En la misma vertiente nace el río Guares, uno de los principales tributarios de Híjar, origen del Ebro.

## Toponimia
El Cornón de la sierra del Cordel no debe confundirse con el Cornón de Peña Sagra (2048 m). Ambos picos recibieron este nombre porque la forma puntiaguda y sobresaliente de su cima es similar a la de un cuerno.